# 普罗旺斯地区科比耶尔
普罗旺斯地区科比耶尔（法語：Corbières-en-Provence，法語發音：[kɔʁbjɛʁ ɑ̃ pʁɔvɑ̃s]，2018年11月更名前为科比耶尔 (Corbières)）是法国上普罗旺斯阿尔卑斯省的一个市镇，属于福卡尔基耶区。

## 地理
普罗旺斯地区科比耶尔（43°45'40"N, 5°45'5"E）面积19.06 平方千米，位于法国普罗旺斯-阿尔卑斯-蓝色海岸大区上普罗旺斯阿尔卑斯省，该省份为法国东南部内陆省份，北起上阿尔卑斯省，西接沃克吕兹省，西北接德龙省，南至瓦尔省，东临滨海阿尔卑斯省，东北部与意大利接壤。
与普罗旺斯地区科比耶尔接壤的市镇（或旧市镇、城区）包括：格雷乌莱班、皮埃尔韦尔、圣蒂勒、韦尔东河畔维农、博蒙德佩尔蒂。

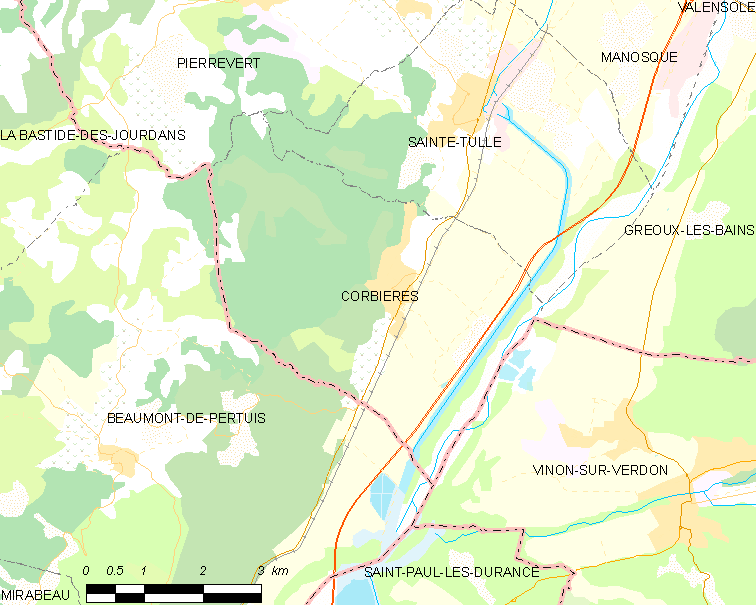
普罗旺斯地区科比耶尔的OSM定位图

普罗旺斯地区科比耶尔的时区为UTC+01:00、UTC+02:00（夏令时）。

## 行政
普罗旺斯地区科比耶尔的邮政编码为04220，INSEE市镇编码为04063。

## 政治
普罗旺斯地区科比耶尔所属的省级选区为马诺斯克第三县。

## 人口

1962-2008年间普罗旺斯地区科比耶尔人口变化图示

普罗旺斯地区科比耶尔于2022年1月1日时的人口数量为1285人。